# Gare de Zurich Stadelhofen
La gare de Zurich Stadelhofen est une des gares de Zurich, en Suisse. Elle est desservie par le réseau express régional, S-Bahn Zurich, et elle permet des correspondances avec les réseaux urbains de la ville, tramways et bus.

## Caractéristiques
La gare Zurich Stadelhofen est située sur la place de Stadelhofen dans le quartier de Hochschulen (Kreis 1). 
Elle est un point nodal des transports en commun ferroviaires, en permettant l'accès à de nombreuses lignes de différents réseaux : les lignes : S3, S5, S6, S7, S9, S12, S15 et S16 du réseau de chemin de fer express régional de la S-Bahn Zurich ; la ligne S18 du tramways suburbains Forchbahn ; les lignes 11 et 15 « Stadelhofen tram ».
Elle établit également des correspondances avec des lignes du réseau urbain de tram et bus.

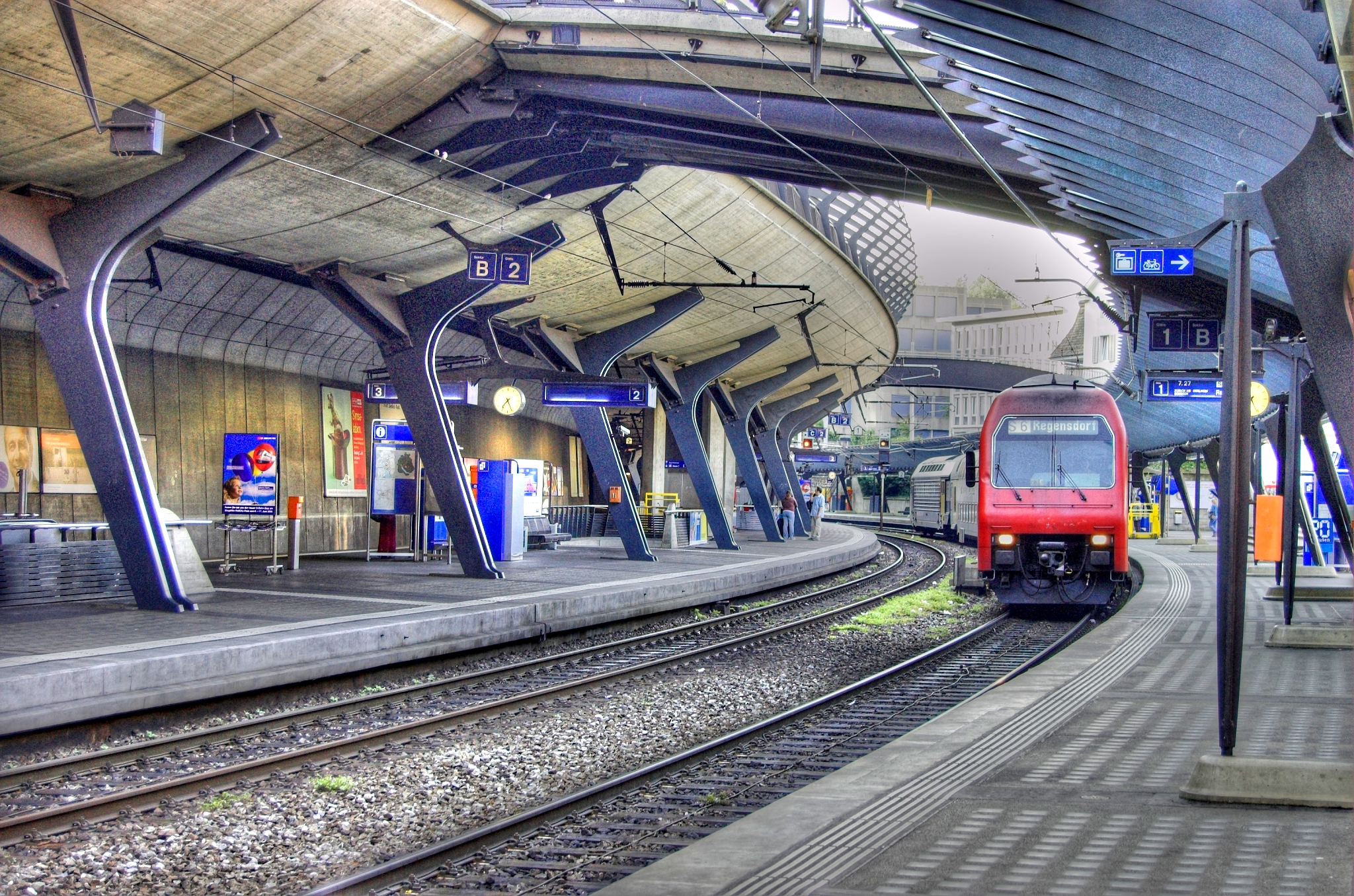
Gare réseau express
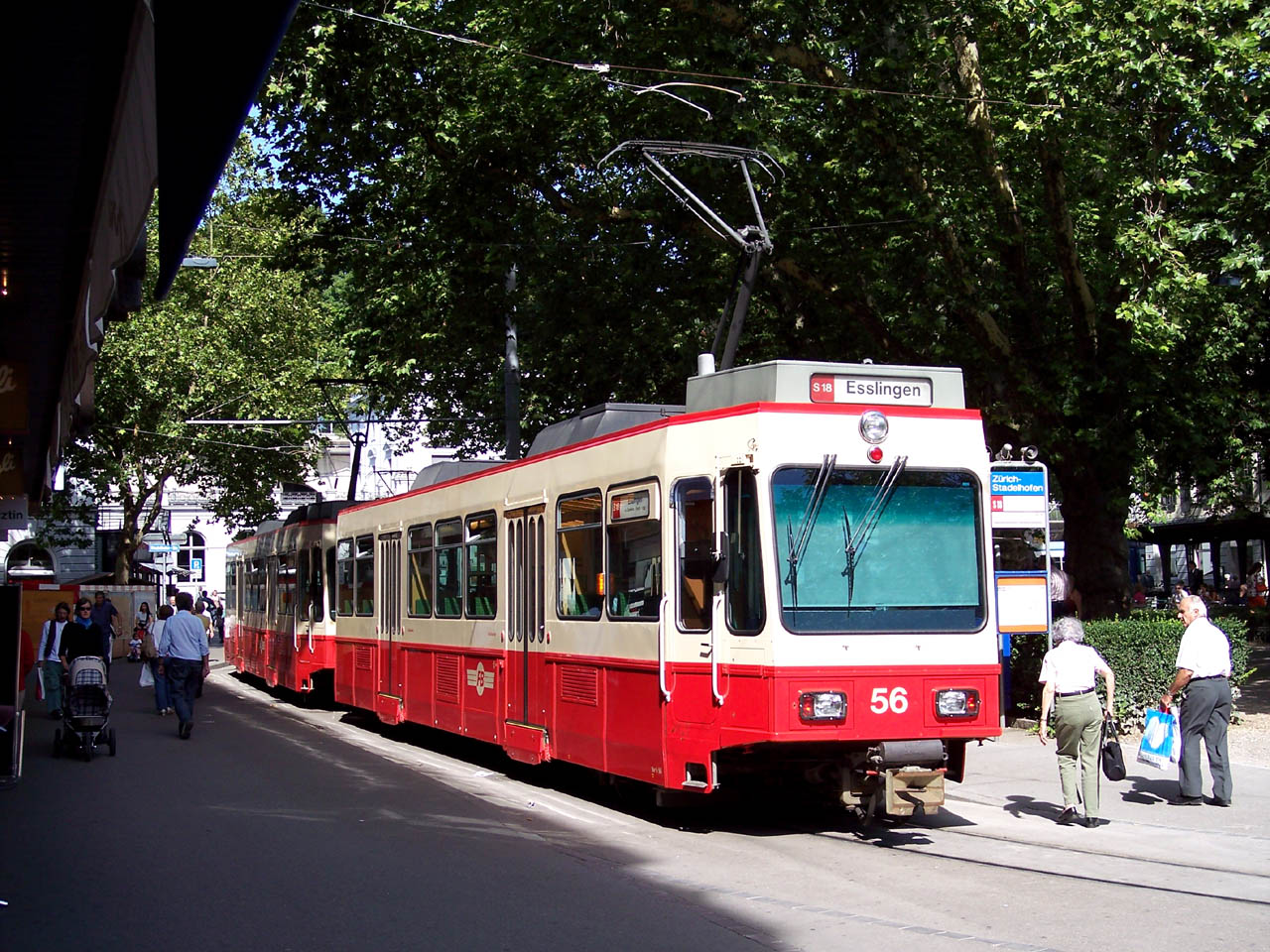
Tramways Forchbahn

## Historique
La gare de Stadelhofen est créée en 1894. Le bâtiment de style classique est construit lors de l'ouverture de la ligne de chemin de fer de Stadelhofen à Rapperswil.
Stadelhofen est une importante gare de correspondance dans le projet du S-Bahn Zurich qui entre en fonction en 1990. Des aménagements sont nécessaires à cette fin. Un projet d'aménagement du quartier est confié à l'architecte espagnol Santiago Calatrava en 1983. Le projet architectural d'agrandissement et de transformation de la gare est réalisé entre 1987 et 1989. Il intègre le bâtiment d'origine dans un vaste ensemble d'urbanisme contemporain.
En 1991, la construction du tunnel « Hirschengrabentunnel » optimise le réseau S-Bahn. Ce tunnel reliant directement la gare de Stadelhofen à la gare centrale de Zurich remplace le tracé original de la ligne par la gare du Letten. Remarquons que le tronçon original Zurich - Letten - Stadelhofen a été ouvert le 1er octobre 1894 par la NOB (Schweizerische Nordostbahn), d'une longueur de 4.459 km. La ligne fut électrifiée le 15 mai 1926. 

Réseau ferré au centre de Zurich
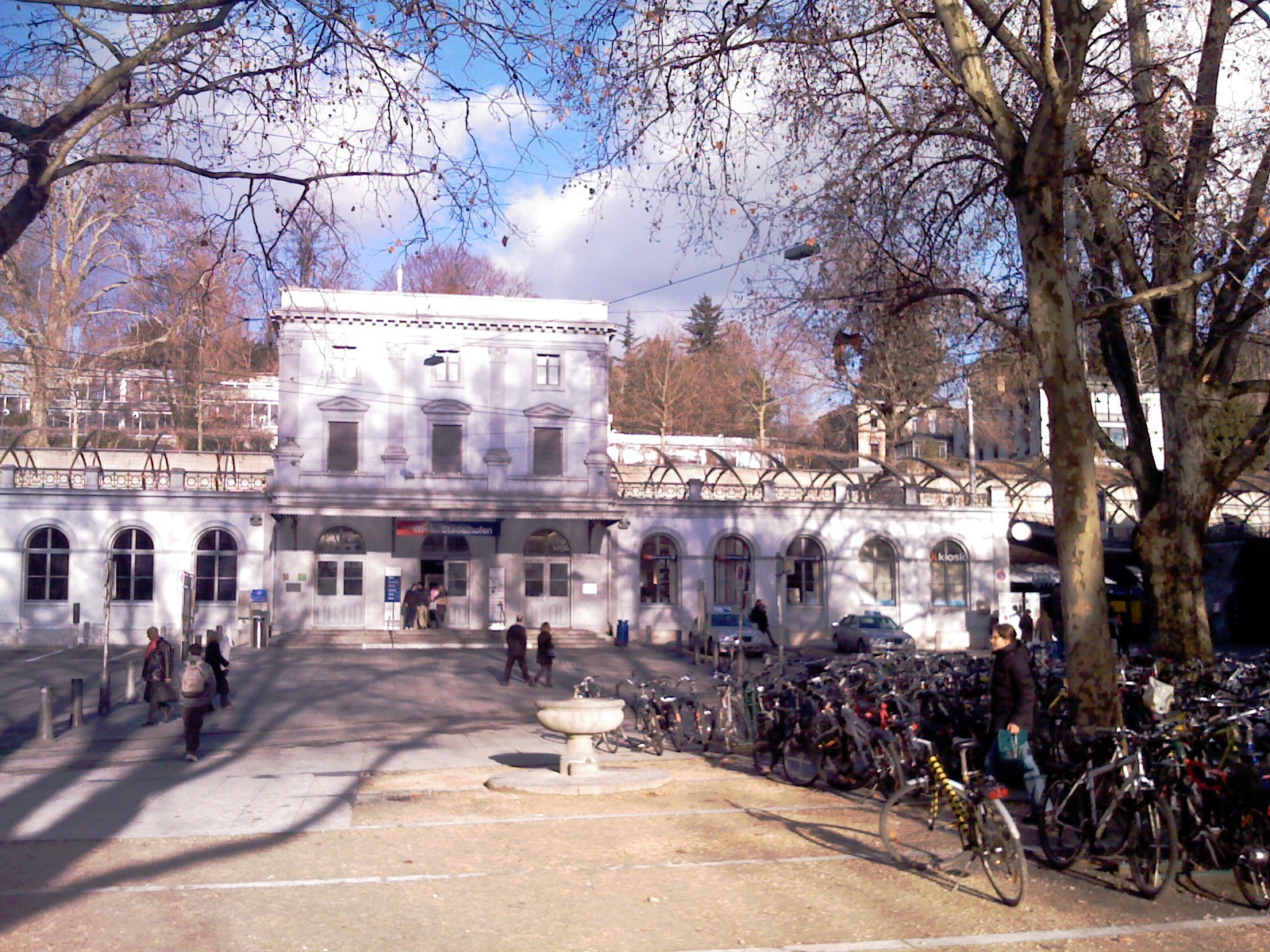
Bâtiment de 1894
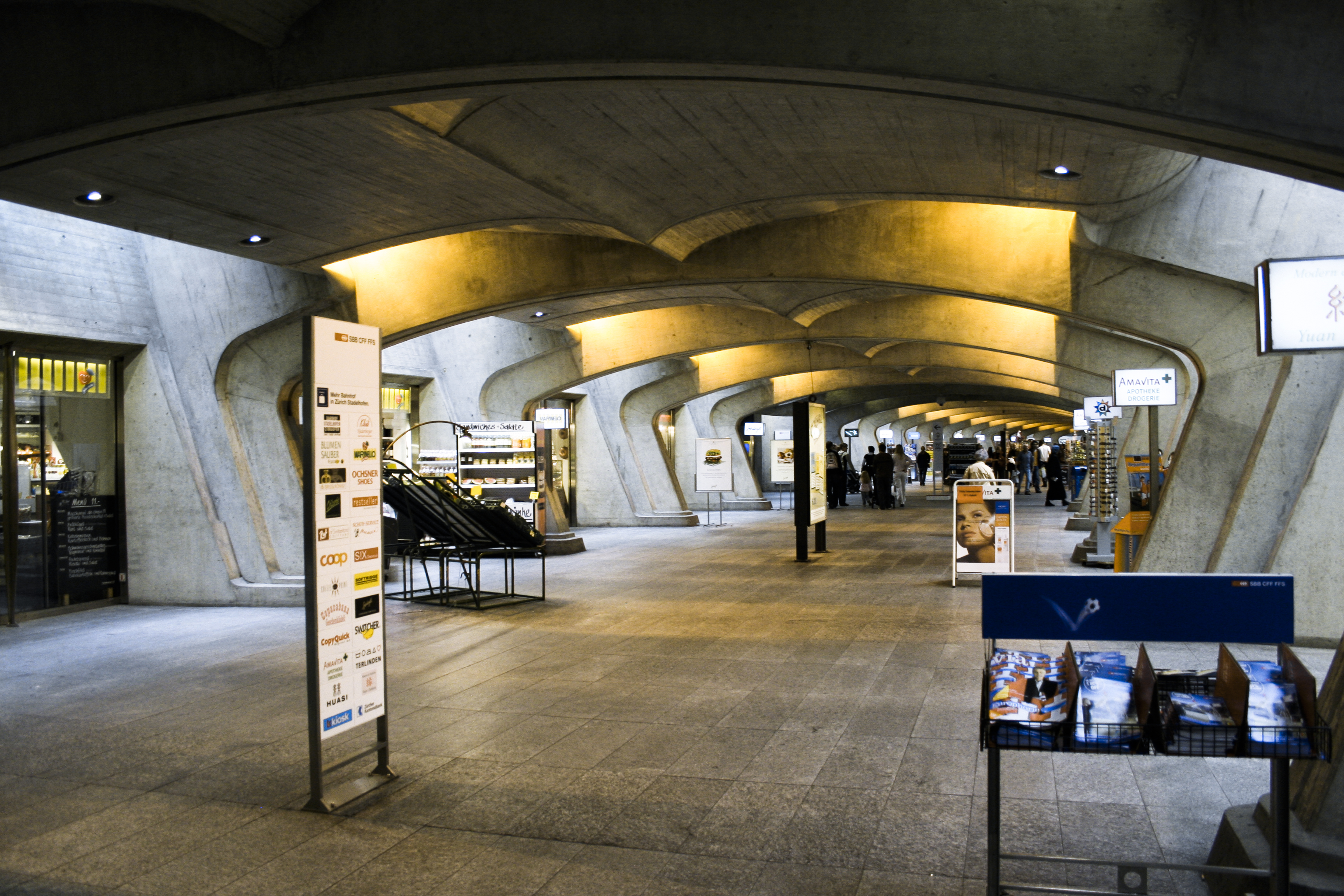
Gare des trains